# Straub Elek
Straub Elek (Balatonfüred, 1944. november 19. –) magyar villamosmérnök, okleveles gazdasági mérnök, üzletember, a Magyar Telekom Nyrt. volt elnök-vezérigazgatója.

## Élete
A Budapesti Műszaki Egyetemen 1968-ban villamosmérnöki és 1972-ben gazdasági mérnök diplomát szerzett. 1970-ben a Munkaügyi Minisztérium Számítástechnikai Központjában dolgozott főosztályvezetőként 1980-ig. Ugyanabban az évben a Központi Statisztikai Hivatal számítástechnikai főosztályvezetője, és később elnökhelyettese lett. Informatikai kormánytanácsadóként is tevékenykedett. A rendszerváltozás után az IBM Magyarország Kft vezérigazgatója lett. Az ő vezetése alatt válik a cég a nyugati országokban működőkkel egyenrangúvá, mind a kínált termékek, mind a szolgáltatások terén.

### Matáv
1995. július 17-én nevezték ki a Matáv vezérigazgatójává, ugyanakkor a cég igazgatósági tagjai közé is bekerült. 1996. január 31-én választották meg a Matáv Igazgatóságának elnökévé, és ekkortól elnök-vezérigazgatóként irányította a Matáv Csoport tevékenységét, 2000 novemberétől pedig egyúttal a felsővezetői testület, az Ügyvezető Bizottság elnökévé is vált. A Matáv Igazgatósága 2004 májusában döntött arról, hogy 2008 júniusáig meghosszabbítja Straub Elek vezérigazgatói megbízását (2005-től Magyar Telekomnak hívták a Matávot). Straub 2006. december 5-én a montenegrói ügy miatt lemondott elnök-vezérigazgatói posztjáról és távozott a cégtől.
2007-ben a megüresedő berlini nagyköveti posztra őt és Pataki Károly-t jelölik.
Ő a Magyar Telekom vizsgálat miatt nem vállalta a felkérést, Pataki Károly az osztrák Prinzhorn csoport pénzügyi vezére az osztrák-magyar kapcsolatokra koncentrálva hárította el a felkérést. A berlini nagykövet, Peisch Sándor, megbízatását ideiglenesen meghosszabbították.
Straub alakította át a céget az egykori monopol-szolgáltatóból a magyar távközlés legmeghatározóbb szereplőjévé, de hozzá kapcsolódik a cég bevezetése a New York-i tőzsdére és a tulajdonos Deutsche Telekom itteni vállalatainak egy csoportba szervezése is, valamint a legnagyobb, több milliárdos költségű hazai márkaváltás, a Westel→T-Mobile névcsere. 2005-ben az 50 milliárd nyereséggel működő T-Mobile Zrt-t beolvasztotta a vezetékes üzletágba.

### Családja
Nős, első házasságából egy fia (Dániel, 1974) és egy lánya (Fanni, 1977) született.

## Tisztségei
- Magyar Vitorlás Szövetség elnöke 2004-től.
- Munkaadók és Gyáriparosok Országos Szövetségének elnökségi tagja
- C3 Kulturális és Kommunikációs Központ Alapítvány kuratóriumi tagja
- Német-Magyar Ipari és Kereskedelmi Kamara elnöke 2003–2007 között. 2007-től alelnöke
- Graphisoft igazgatóságának tagja 2007-től 2009-ig.
- A Budapesti Műszaki és Gazdaságtudományi Egyetem Gazdasági Tanácsának tagja.
- Az Addict Interactive Kft. tulajdonosa 2009-től

## Kitüntetései
- Magyar Köztársaság Érdemrend Tisztikeresztje, 2004
- Magyarországon Az Év Menedzsere cím, 1999
- Külföldön Az Év Vezérigazgatója cím, 2000